# Jak Yakar
Jak Yakar (hebräisch ז'אק יקר; deutsch Jacques Jakar; auch Yak Yakar; * 1943 in Istanbul) ist ein israelischer vorderasiatischer Archäologe.
Jak Yakar studierte von 1960 bis 1965 an der Universität von Istanbul und erwarb dort den Bachelor-Abschluss. An der Brandeis University beendete er 1966 ein Aufbaustudium mit dem Magister-Grad. Dort schloss sich auch die Promotion an, die er 1968 abschloss. 1963 nahm Yakar  an einer Ausgrabung in Çatalhöyük teil. 1973 grub er in Beʾer Scheva. Er arbeitete auch in  Ikiztepe, Thrakien, dem griechischen Teil Makedoniens und  der Türkei, besonders im Norden und Osten des Landes.
Schwerpunkte von Yakars Arbeit sind  Ethnoarchäologie, Ethnographie und historische Geografie der früheren Kulturen auf dem Gebiet der heutigen Türkei. Er lehrt an der Universität von Tel Aviv als Professor für Anatolische Archäologie und Nahöstliche Kulturen.

## Schriften
- The Later Prehistory of Anatolia: The Chalcolithic and Early Bronze Age, Oxford 1985 (BAR International Series 268 [1-2])
- Prehistoric Anatolia: The Neolithic Transformation and the Early Chalcolithic Period, Tel Aviv 1994 (Monograph Series of the Institute of Archaeology of Tel Aviv University No. 9)
- Prehistoric Anatolia-Supplement No.1, Tel Aviv 1994 (Monograph Series of the Institute of Archaeology of Tel Aviv University No. 9A)
- Ethnoarcheology of Anatolia. Rural Socio-Economy in the Bronze and Iron Ages, Tel Aviv 2000 (Monograph Series of the Institute of Archaeology of Tel Aviv University No. 17)
- Reflections of Ancient Anatolian Society in Archaeology: From Neolithic Village Communities to EBA Towns and Polities, Istanbul 2011